# 222403 Bethchristie
222403 Bethchristie este un asteroid din centura principală de asteroizi.

## Descriere
222403 Bethchristie este un asteroid din centura principală de asteroizi. A fost descoperit pe 22 martie 2001 la Junk Bond Observatory de David Healy (astronom). Asteroidul prezintă o orbită caracterizată de o semiaxă mare de 3,08 ua, o excentricitate de 0,11 și o înclinație de 0,7° în raport cu ecliptica.